# Adrian Năstase

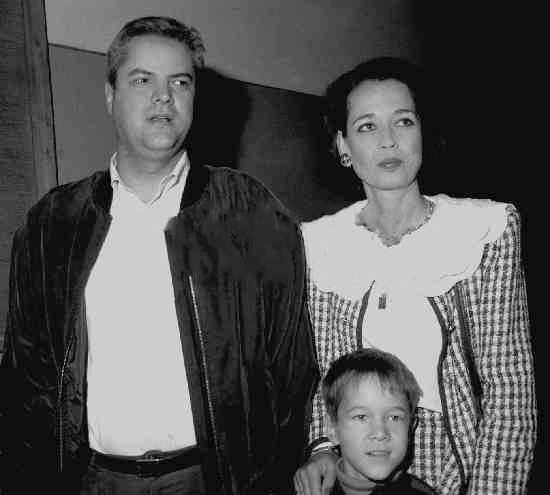
Năstase cu soția și fiul său în 1992

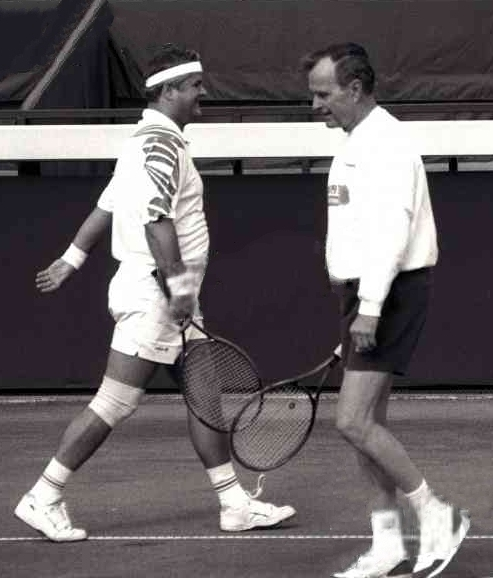
Năstase jucând tenis cu fostul președinte american George H. W. Bush în București în 1995

Adrian Năstase (n. 22 iunie 1950, București, Republica Socialistă România) este un politician social-democrat român, profesor de drept public internațional. Între 1990-1992 a fost ministru de externe al României din partea FSN, apoi președinte al Camerei Deputaților între 1992-1996 și 2004-2006, din partea FDSN/PDSR, respectiv PSD. Între decembrie 2000 și decembrie 2004 a fost cel de-al 59-lea prim-ministru al României.
La alegerile prezidențiale din 2004 a fost candidatul Partidului Social Democrat la funcția de șef al statului. În al doilea tur de scrutin a fost învins de candidatul Alianței Dreptate și Adevăr (DA), Traian Băsescu.
La 15 martie 2006, a demisionat de la conducerea Camerei Deputaților  în contextul unor acuzații de corupție. La alegerile legislative din 2008 a obținut un nou mandat de deputat, în colegiul uninominal Mizil din județul Prahova, din partea PSD.
În anul 2012, a fost condamnat definitiv la doi ani de închisoare pentru corupție, iar în 2014 a fost condamnat definitiv la patru ani de închisoare pentru luare de mită în formă continuată și șantaj.

## Biografie

### Familia
Adrian Năstase s-a născut la data de 22 iunie 1950. Conform unui serial publicat în anul 2004 de săptămânalul comunității românești din New York, Adrian Năstase s-a născut în București într-o familie care provenea din satul Hanul-de-Pământ, comuna Tărtășești, Dâmbovița. Tatăl său, Marin Năstase, a fost ofițer în Armata Regală a României, decorat de Regele Mihai cu „Steaua României” și scos din armată după instaurarea regimului comunist în România. Marin Năstase și familia sa au fost evacuați din casa pe care o dețineau în Colentina, în urma solicitării unui secretar PCR. Marin Năstase a devenit student la Politehnica din București între 1941 și 1945.S-a înscris în PCR în 1968. În anii 1970 Marin Năstase a devenit director în Ministerul Învățământului. Din căsătoria lui Marin Năstase cu Elena Dragomirescu au rezultat doi copii, Adrian și Dana. Cei doi au copilărit în Colentina, după care întreaga familie s-a mutat în Cartierul Primăverii, recunoscut drept cartierul elitei comuniste de la acea vreme. Despre viața în Colentina, Adrian Năstase menționa „Eu am trăit în Colentina, am trăit lucrurile astea, știu să înjur, știu să mă bat, am trăit și printre țigani. Acolo, în Colentina, unde stăteam eu, am trăit printre ei și m-am bătut cu ei, m-am înjurat cu ei, nu era o viață foarte simplă în cartierul acela.” Năstase și-a petrecut vacanțele la Tărtășești, județul Dâmbovița, alături de bunici și de unchiul său, pe care îi ajuta la crescutul albinelor.
Marin Năstase a făcut parte din delegația Partidului Muncitoresc Român, care fusese invitată în anul 1957 să participe la sărbătorirea a 40 de ani de la Revoluția din Octombrie. Din cauza vremii nefavorabile și a unor greșeli de pilotaj, avionul sovietic IL- 14 care transporta delegația română s-a prăbușit pe aeroportul Vnukovo, lângă Moscova. În accident au murit ministrul de externe Grigore Preoteasa și trei membri ai echipajului. Din accident, în afară de Marin Năstase au mai scăpat cu viață și alte persoane importante din delegație, între care Nicolae Ceaușescu, Chivu Stoica, Leonte Răutu, Ștefan Voitec, Ștefan Voicu și Alexandru Moghioroș).
Pictorul Vasile Grigore a fost unchiul lui Adrian Năstase.

### Perioada tinereții
Adrian Năstase a urmat cursurile liceului Nicolae Bălcescu (acum Colegiul Național Sfântul Sava). În perioada liceului a publicat în revista Magazin Istoric unele articole legate de istoria Banatului. În 2004, împreună cu foști colegi din liceu, Adrian Năstase a fondat „Asociatia pentru păstrarea tradițiilor de la Sf. Sava”, entitate care oferă burse elevilor liceului proveniți din familii cu venituri modeste.
Apoi a urmat cursurile Universității București, absolvind atât Facultatea de Drept cât și Facultatea de Sociologie (1978). Conform propriilor relatări, a obținut doar note de 10, cu excepția disciplinelor Drept roman și Drept administrativ, la care a obținut note de 9. După terminarea studiilor, a fost încadrat timp de două luni la Ministerul Afacerilor Externe, Direcția Protocol. A fost trimis „în producție” la Ministerul Comerțului Exterior, iar după aceea s-a angajat la Institutul de Studii Juridice, unde va activa din 1974 până în 1989. Aici a ajuns lider de sindicat. În 1984 a fost director de studii la Institutul Internațional pentru Drepturile Omului „René Cassin” din Strasbourg, iar apoi ajunge vicepreședinte al Asociației Profesorilor și Cercetătorilor în Drepturile Omului, fapt care îi va atrage reproșuri din partea autorităților române, pierzându-și dreptul la viză pentru țările occidentale. În 1987 a obținut titlul de doctor în Drept Internațional din partea Universității București.
În perioada studenției s-a căsătorit cu Ilinca Preoteasa, fiica lui Grigore Preoteasa, fost ministru de externe al României. Grigore Preoteasa decedase în 1957. După desfacerea primei căsătorii, în 31 iulie 1985 s-a căsătorit cu Daniela Miculescu, fiica lui Angelo Miculescu, fost  ministru și vicepremier în România socialistă, în perioada aceea ambasador la Beijing. Din căsnicia lor, cei doi au avut doi fii, Andrei (n. 12 februarie 1986) și Mihnea (n. 23 iunie 1993).

### Cariera politică după 1989
A fost ales pentru prima dată în Camera Deputaților din partea Frontului Salvării Naționale în 9 iunie 1990. A activat ca deputat până la data de 31 iulie 1990, atunci când și-a dat demisia, legea prevăzând ca incompatibilă calitatea de membru al unui partid politic cu cea de ministru de Externe. Mandatul vacant de deputat a fost preluat de Smaranda Eugenia Ionescu.
La 28 iunie 1990 a fost numit Ministru al Afacerilor Externe în Guvernul Petre Roman II, păstrându-și portofoliul în guvernele Petre Roman III și Theodor Stolojan (până la 19 noiembrie 1992). Numirea sa, la propunerea lui Dan Iosif, a survenit după mineriada din 13-15 iunie 1990, când a fost căutată o formulă politică pentru evitarea proiectării unei imagini de neocomunism asupra Guvernului. În calitate de ministru de Externe, a creat prima direcție din Guvernul României care avea ca sarcină românii din străinătate. Năstase a fost prezent în Consiliul de Securitate al ONU, a cărui președinție a fost deținută de România în noiembrie 1991. Perioada a fost marcată pe plan extern de Războiul din Kuweit, de criza din Iugoslavia, dar și de alegerea unui nou secretar al ONU.
În 1992, se produce scindarea FSN în urma convenției din martie 1992, la care Petre Roman a fost ales președinte al partidului. Ion Iliescu și susținătorii săi, printre care și Adrian Năstase, vor forma Frontul Democrat al Salvării Naționale (FDSN), formațiune politică ce va câștiga alegerile legislative și prezidențiale din 1992. FDSN își va schimba numele în PDSR și apoi în PSD, păstrându-și orientarea social-democrată.
În 1992, a fost reales în Camera Deputaților ca membru al Frontului Democratic al Salvării Naționale și a îndeplinit funcția de Președinte al Camerei Deputaților. Între 1992 și 1996 a fost de asemenea președinte executiv al Partidului Democrației Sociale din România (PDSR, fostul FDSN).
După pierderea de către PDSR a alegerilor din 1996, Năstase a devenit liderul gupului parlamentar de opoziție al PDSR, vice-președinte al Parlamentului, membru al Biroului Permanent și membru al delegației României la Adunarea Parlamentară a Consiliului Europei.
După victoria PDSR din alegerile legislative din 2000 și realegerea lui Ion Iliescu ca Președinte al României, Năstase a fost ales președinte al PDSR, care curând și-a schimbat denumirea în Partidul Social Democrat (PSD) după ce a fuzionat cu un alt partid. Năstase a rămas președintele PSD până în aprilie 2005 când a fost înlocuit de fostul ministru de externe Mircea Geoană la Congresul Partidului. La același congres, Năstase a fost ales ca președinte executiv al PSD, a doua funcție ca importanță în partid.

### Mandatul de prim-ministru
Cabinetul Năstase a fost votat de Parlament în 28 decembrie 2000, după desemnarea lui Adrian Năstase ca prim-ministru de către președintele Ion Iliescu. Năstase a deținut această funcție în timp ce era președinte al PSD. Mandatul său de 4 ani ca prim-ministru a fost caracterizat de o stabilitate politică fără precedent în perioada post-comunistă, de creștere economică (cea mai mare de la revoluție), de o politică externă puternic orientată către vest (Occident). În 2001, presa și câțiva politicieni ai opoziției au criticat o atribuită relație apropiată a acestuia cu agentul de securitate Ristea Priboi. România a aderat la NATO și concomitent a trimis trupe de suport a eforturilor internaționale în Balcani, Afganistan și Irak. 

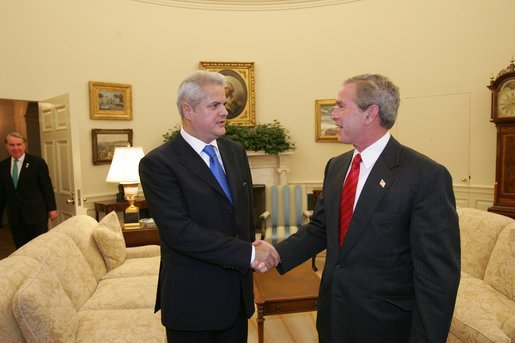
Adrian Năstase cu George W. Bush

Guvernul său a finalizat negocierile de aderare la Uniunea Europeană și a emis pachetele de legi pentru îndeplinirea reformelor legislative și sociale solicitate de aderarea la UE, prevăzute să aibă loc în 2007 sau 2008. Guvernul său a negociat cu succes ridicarea vizelor pentru cetățenii români care călătoreau în Spațiul Schengen.
Privatizarea marilor companii de stat a continuat, cu vânzarea companiei Sidex Galați către compania indiană Ispat și a companiei Petrom către OMV, o companie austriacă. Au existat unele voci care afirmau că vânzarea companiei Petrom a fost realizată la un preț mult prea mic, dar și unele care afirmau că privatizarea a fost o afacere bună pentru statul român care încasează taxe și impozite destul de mari  și pentru că austrieci au asigurat 20.000 de locuri de muncă .
Inflația a scăzut puternic iar leul românesc a devenit mai puternic. Totuși, criticii obișnuiți ai acelor timpuri au arătat că asta s-ar fi întâmplat doar din cauza influxului puternic de valută în România de la românii care munceau în afară. PIB-ul a crescut de asemenea substanțial în fiecare an din mandatul său, cu o creștere de 8,3% în 2004, cel mai mare din regiune. Media salariilor a crescut de asemenea, deși nu a atins nivelul creșterii economice. De exemplu, în 2004, salariile au crescut cu 10,5% cu o inflație de 9,2%, asta însemnând o creștere a veniturilor reală de doar 1.2%, într-un an cu o creștere a PIB-ului cu 7%.
Aceleași critici de la începutul anilor 2000, susținători ai opoziției de dreapta, apreciau că Guvernul Năstase nu ar fi făcut modificări substanțiale în mai multe aspecte din societatea românescă, precum politica agricolă (aproximativ 42% din români continuând să lucreze în agricultură, în comparație cu doar 3% în Franța sau 19% în Polonia). Criticii au mai arătat că creșterea economică nu era distribuită între clasele sociale, iar procentul de cetățeni care trăiau sub limita de sărăcie  a rămas înalt, în special în zonele rurale.
Deși inițial guvernul a luat măsuri pentru reformarea justiției, guvernul a fost de multe ori criticat, inclusiv de UE pentru că  nu ar fi reușit să combată corupția puternic răspândită, inclusiv la nivelurile superioare ale puterii.

### Candidatura la președinție din 2004
Alegerile prezidențiale din 2004 au reprezentat sfârșitul celui de-al doilea mandat de președinte al lui Ion Iliescu, care conform constituției nu mai putea candida. PSD-ul l-a ales pe Năstase să candideze la funcția de președinte. Acesta a candidat alături de ministrul de externe Mircea Geoană, care urma să devină prim-ministru dacă alegerile erau câștigate.
În toamna lui 2004, sondajele de opinie preziceau o victorie a lui Năstase. PSD-ul rămânea de departe cel mai mare partid politic al țării, care putea coordona prin organizațiile sale locale mobilizarea cetățenilor ca  să se asigure prezența la vot.
În 28 noiembrie a avut loc primul tur de scrutin dar Năstase nu a obținut peste 50% din voturi așa că era necesar organizarea unui nou tur de scrutin. În 12 decembrie a avut loc al doilea tur de scrutin unde se lupta cu candidatul Alianței Dreptate și Adevăr Traian Băsescu.
După închiderea urnelor, majoritatea televiziunilor care au făcut exit-poluri au arătat egalitate între Năstase și Băsescu. Totuși, susținătorii lui Băsescu au interpretat rezultatele ca o victorie a lui Traian Băsescu. Sute de suporteri ai lui Băsescu s-au adunat în Piața Universității pentru a sărbătorii prezumtiva victorie. În dimineața următoare, autoritățile electorale au anunțat că Băsescu a învins, Năstase primind doar 48,77% din voturi.

### Activitatea după 2004
Între decembrie 2004 și 2006 a ocupat funcția de Președinte al Camerei Deputaților de unde și-a dat demisia în urma unor anchete ale procurorilor DNA. Mulți susținători și adepți ai liderului PSD au afirmat că anchetele procurorilor de la DNA erau direcționate de președintele Traian Băsescu, pentru a se răzbuna pe fostul prim-ministru social-democrat.
În 2008 a fost reales în Parlamentul României iar din decembrie 2008 și până în februarie 2012 a fost vicepreședinte al Camerei Deputaților precum și Președinte al Consiliului Național al PSD.
În 2012 a fost condamnat la doi ani de închisoare cu executare de către Înalta Curte de Casație și Justiție, în dosarul de corupție „Trofeul calității”.
Adrian Năstase este și membru al Societății Franceze de Drept Internațional și al Societății Americane de Drept Internațional.

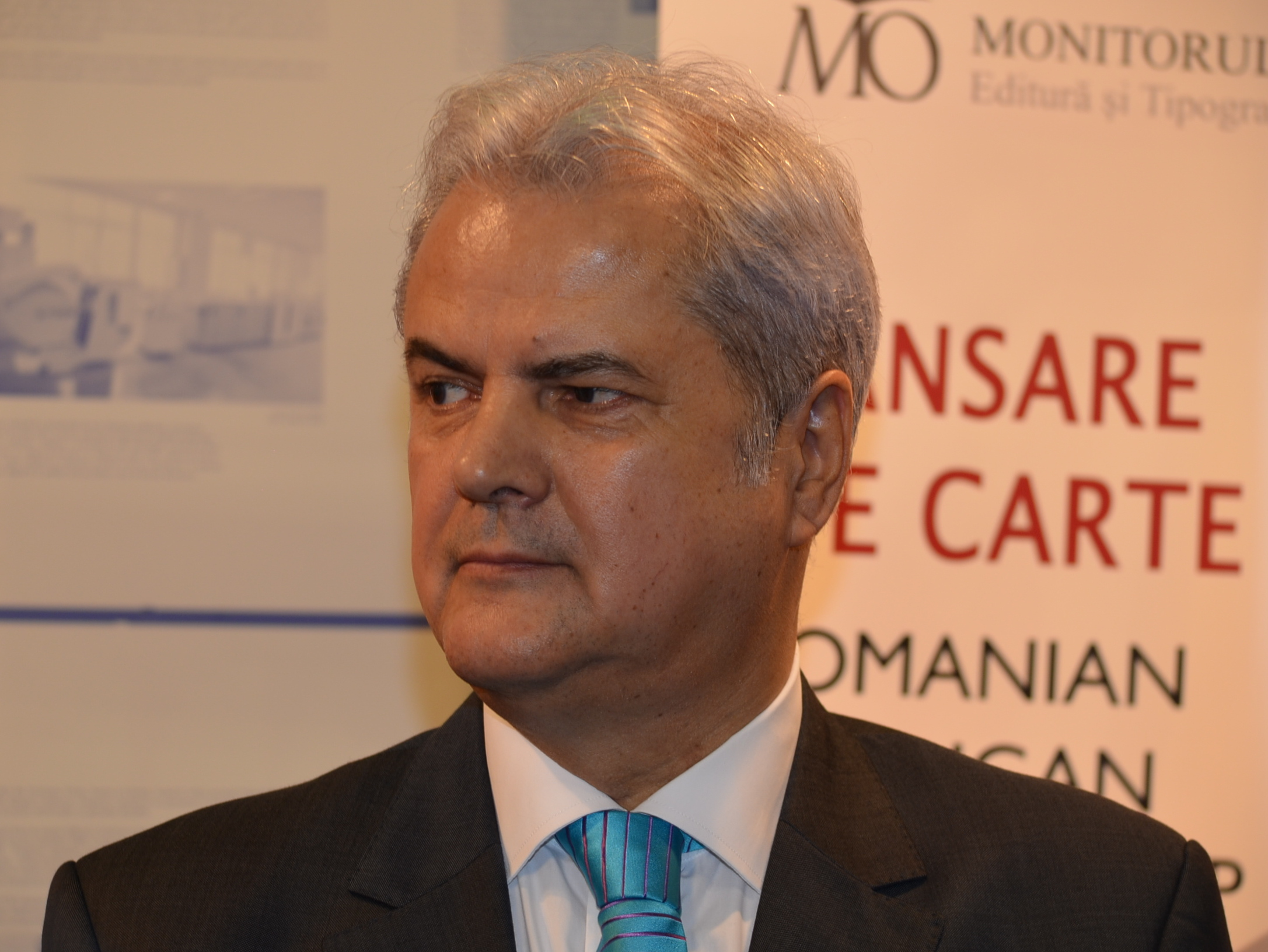
Năstase în 2013

## Publicații

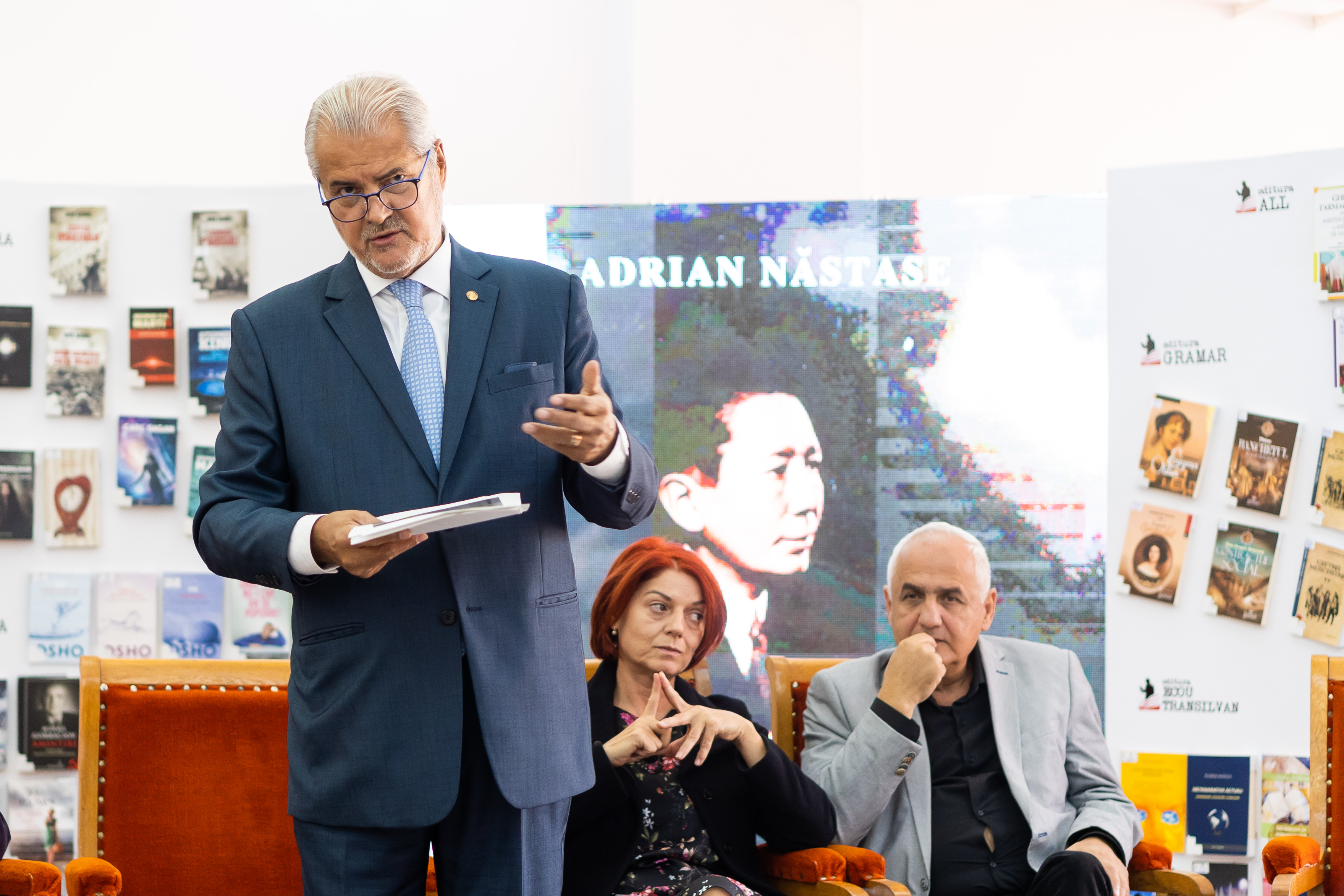
Adrian Năstase prezentând cartea „Politica externă a României“, autor Nicolae Titulescu, în cadrul Salonului anual de carte Slobozia, ediția a XXVII-a. 17 octombrie 2018

În perioada comunistă a publicat mai multe articole în care a criticat monitorizarea drepturilor omului de către unele organisme din Occident, precum Freedom House.
Ca autor s-a remarcat prin peste 150 de studii de Drept internațional, publicate în reviste din țară și străinătate, fiind autorul și a peste 140 de comunicări și expuneri prezentate la întâlniri internaționale, dintre care cele mai recente publicate sunt 
- Ideea politică a Schimbării,
- Drept Economic Internațional II,
- Umor parlamentar,
- România și noua arhitectură mondială,
- Construcția Europeană și supremația Constituției,
- Tratatele României (1990-1997),
- Drepturile persoanelor aparținând minorităților naționale,
- Reglementări în dreptul internațional,
- Bătălia pentru Viitor,
- România-OTAN 2002,
- NATO Enlargement.
- România la UE în contextul reglementărilor interne și europene
- Exerciții de libertate
- Lumea, americanii și noi

Bibliografia publicată pe pag. Facultății de Drept a Univ. București (incompletă))
Cărți publicate:
- „Adrian Năstase, de la Karl Marx la Coca-Cola (dialog deschis cu Alin Teodorescu)”, carte autobiografică, publicată la Editura Nemira, în 2004.[26]
- Bătălia pentru viitor. Sezonul 2, 2011[27]

## Activitate politică
- 1976 - 1989 Membru PCR, secretar al UTC.[28]
- 1989 - A participat la două conferințe ale tineretului comunist, la Moscova în U.R.S.S. și Phenian (Pyongyang) în Coreea de Nord, conferințe la care, potrivit cotidianului Evenimentul Zilei, a vorbit împotriva perestroicii.[29]
- 9 iunie 1990 - 28 iunie 1990 - deputat FSN, Membru FSN (1990, și din 1992 FSDN)
- 28 iunie 1990 - 16 octombrie 1991 Ministrul afacerilor externe în Guvernul Petre Roman
- 16 octombrie 1991-19 noiembrie 1992 Ministrul afacerilor externe în Guvernul Theodor Stolojan
- octombrie 1992 - noiembrie 1996 - Președintele Camerei Deputaților; președintele Grupului parlamentar de prietenie cu Regatul Unit al Marii Britanii și al Irlandei de Nord
- 1993 - membru al PDSR
- 1993 - 1997 - Președinte executiv al Partidului Democrației Sociale din România, deputat PDSR;
- 1996 - Lider al Grupului parlamentar PDSR, decembrie;
- 1996 - Membru fondator al Adunării Internaționale a Parlamentarilor de limbă franceză
- 1996 - Membru al Delegației parlamentare din România la Adunarea Parlamentară a Consiliului Europei
- Membru al Comisiei parlamentare pentru probleme juridice și drepturile omului
- Membru al Comisiei pentru regulile de procedură
- Membru al subcomisiei pentru drepturile omului
- Raportor al Comisiei parlamentare pentru probleme juridice și drepturile omului în problema activității ilegale desfășurate de sectele religioase
- noiembrie 1996 - noiembrie 2000 - Vice-președinte al Camerei Deputaților, membru al Biroului Permanent – asigura legătura Biroului Permanent cu următoarele comisii permanente: Comisia Juridică de Disciplină și Imunități, Comisia pentru Politică Externă, Comisia pentru Culte, Arte și Mijloace de informare în masă
- 17 ianuarie 1997 - 18 decembrie 2000 - Prim-Vicepreședinte al Consiliului Executiv al PDSR;
- Decembrie 2000 - Prim-Vicepreședinte al PDSR, din 18 decembrie președinte interimar al PDSR până pe 19 ianuarie 2001;
- 28 decembrie 2000 - 21 decembrie 2004 Prim Ministru în Guvernul Adrian Năstase
- 19 ianuarie 2001 - ales Președinte al PDSR;
- 16 iunie 2001 – ales Președinte al Partidului Social Democrat
- 28 noiembrie, 12 decembrie 2004 - candidează din partea PSD în cadrul alegerilor prezidențiale; pierde în turul al doilea în fața lui Traian Băsescu
- 22 aprilie 2005 - cedează locul de președinte PSD, prin necandidare în fața lui Mircea Geoană. Este ales președinte executiv al partidului.
- 23 februarie 2008 - obține funcția de președinte al consiliului național P.S.D. cu majoritate de voturi în fața lui Dan Mircea Popescu.

## Premii și distincții
- Cetățean de onoare al orașului Băile Herculane.[30]
- Ordinul Steaua României în grad de mare cruce, conferit în anul 2002. La 11 decembrie 2019, președintele Klaus Iohannis i-a retras această decorație[31].

## Acuzații de corupție și controverse
În 31 mai 2007, a fost trimis în judecată de către DNA pentru o presupusă săvârșire a infracțiunii de dare de mită.
La data de 22 februarie a fost ales președinte al Consiliului Național al P.S.D., după aproximativ 2 ani în care nu a deținut nici o funcție.
În mai 2009, Parlamentul a avizat începerea urmăririi penale în dosarul „Zambaccian 1”, iar în ianuarie 2010, Direcția Națională Anticorupție a instituit sechestru pe casa din strada Zambaccian a lui Adrian Năstase, în acest dosar.

### Dosarul „Trofeul calității”
Pe 9 iulie 2008 Adrian Năstase a fost pus sub urmărire penală de către Direcția Națională Anticorupție (DNA) în dosarul „Trofeul Calității în Construcții”. Năstase a fost acuzat că și-ar fi finanțat campania electorală din 2004 din taxele plătite de firmele care s-au înscris la concursul „Trofeul Calității”, organizat, în acel an, de Inspectoratul de Stat în Construcții.
Pe 5 mai 2010 DNA i-a trimis în judecată pe Adrian Năstase, pentru luare de mită și șantaj, pe soția acestuia, Daniela Năstase, pentru complicitate la luare de mită și șantaj, și pe fostul inspector general de stat la Inspectoratul de Stat în Construcții Irina Paula Jianu, pentru dare de mită și spălare bani.

### Condamnarea penală
Pe 20 iunie 2012 a fost condamnat definitiv, de magistrații Înaltei Curți de Casație și Justiție (ICCJ), la doi ani de închisoare cu executare în dosarul „Trofeul calității".
Condamnarea a fost pronunțată pentru „folosirea influenței sau autorității funcției de președinte al unui partid, în scopul obținerii pentru sine sau pentru altul de bani, bunuri sau alte foloase necuvenite, în formă continuată”. Lui Năstase i-a fost interzisă pentru o perioadă de doi ani de la ispășirea pedepsei exercitarea mai multor drepturi.
PSD a anunțat prin Liviu Dragnea poziția oficială: „PSD nu se disociază de Adrian Năstase. Este un simbol al partidului. PSD crede în nevinovăția acestui om și este alături de familie. Adrian Năstase mai are un cuvânt de spus în politică.”.
Conform statutului PSD, Adrian Năstase ar fi trebuit însă exclus din partid, deoarece e condamnat definitiv. Totodată, CSM a condamnat intervențiile publice ale unor persoane politice "ce au generat atitudini de sfidare și decredibilizare a justiției, ca putere a statului". Practic, poziția publică a PSD și a guvernului, a premierului, au pus la îndoială decizia curții supreme ICCJ
La data de 20 iunie 2012, la reședința sa, în timp ce era așteptat de polițiști pentru a fi dus la închisoare, Adrian Năstase a încercat să se sinucidă cu un revolver modelul „Smith & Wesson”, calibrul 9 mm, a confirmat Parchetul General București. Tentativa de suicid a fost soldată cu mai multe plăgi în zona gâtului.. Procurorii au ridicat arma și glonțul folosit. Arma folosită de Adrian Năstase în tentativa de sinucidere are o capacitate de 6 gloanțe, iar greutatea glonțului variază între 5,8 și 8 grame, în funcție de model. Viteza pe care o atinge un glonț tras cu un revolver modelul "Smith & Wesson", calibrul 9 mm, variază între 234 și 340 metri/secundă. Conform unor anchete de presă, ambulanța a fost trimisă prin intervenție telefonică directă a ministrului de interne, Ioan Rus, la șefa Salvării SAMB din București. Echipei din ambulanță i-ar fi fost interzisă orice comunicare despre întâmplările din seara respectivă, dar din comentariile colegilor s-a aflat "că rana nu a fost profundă, că glonțul doar l-a șters  și nu a fost nevoie decât de un pansament subțire și de o branulă prin care să se poată administra substanțe în cazul unei scăderi bruște de tensiune." Ambulanța a fost trimisă prin intervenție telefonică directă a ministrului de interne, Ioan Rus, la șefa Salvării SAMB din București. Pe linie ierarhică, echipei ambulanței i-a fost interzisă orice comunicare despre seara respectivă, iar șefului poliției capitalei i s-au interzis orice declarații independente.
Adrian Năstase a fost transportat de urgență la Spitalul Floreasca unde a suferit o intervenție chirurgicală în dimineața zilei de 21 iunie 2012, rămânând sub supraveghere medicală la secția de terapie intensivă, de unde a fost transferat la Penitenciarul Rahova în seara zilei de 26 iunie 2012.
Pe 26 iunie 2012, DNA i-a ridicat pe Dr. Șerban Brădișteanu și pe trei polițiști de la Poliția Capitalei - Serviciul Urmăriri - pentru acuzatia de favorizare a infractorului. "Dacă cei trei polițiști vor declara că ministrul Ioan Rus le-a dat ordin să nu respecte procedurile, atunci și ministrul de interne va fi audiat. În cazul în care vor exista probe suficiente, procurorii vor cere învinuirea lui Ioan Rus."
Ministrul Justiției în Guvernul Ponta, Titus Corlățean, a acuzat, alături de alți membri marcanți ai PSD și ai guvernului, că justiția ar acționa la comandă politică. Procurorul general al României, Codruța Kövesi: 
"...v-am auzit spunând că sunt dosare politice, ați spus chiar că procurorii trebuie arestați(...) Faceți publice dosarele pe care le aveți! Eu vă spun: Nu se face nici un dosar politic. Nu știu nici un politician care să fi sunat la Parchet și să spună 'faceți sau nu faceți dosarul acela'(...) Faceți publice probele";
"Noi nu suntem la prima îngrijorare. Dacă e să recunoaștem un lucru, ceea ce se întâmplă astăzi este fără precedent în ultimii 70 de ani, nu s-a mai întâmplat niciodată. Toți reprezentanții CSM, toți membrii au aceeași obligație, de a apăra și garanta independența justiției."
La data de 30 ianuarie 2013 Inspectoratul de Stat în Construcții a solicitat Judecătoriei Sectorului 1 executarea silită a lui Adrian Năstase, acesta datorându-i 3.300.000 RON. La data de 1 februarie 2013 Judecătoria Sectorului 1 a aprobat această cerere.

### Eliberarea
La data de 18 martie 2013, Adrian Năstase a fost eliberat după mai bine de opt luni petrecute la Penitenciarul Jilava.

### Dosarul „Zambaccian”
Apoi, în 6 ianuarie 2014, prin hotărârea magistraților Înaltei Curți de Casație și Justiție, Adrian Năstase  a fost condamnat la 4 ani de închisoare cu executare (și plata a 1.824.000 RON), pentru șantaj și luare de mită, în dosarul Zambaccian. Soția lui, Dana, a primit o pedeapsă de trei ani de închisoare cu suspendare în aceeași cauză.
Pe 23 iulie 2014, Judecătoria Sectorului 4 (JS4) a decis că Adrian Năstase, condamnat la patru ani și șase luni de închisoare în dosarele "Zambaccian" și "Trofeul calității", poate fi eliberat condiționat, în urma executării unei treimi din pedeapsă.

### Geneza fenomenului baronilor locali
Guvernul Adrian Năstase (PSD) a preluat în mod creativ legea descentralizării finanțelor publice, adoptată de guvernarea anterioară. Potrivit acestei legi, semnificative resurse financiare n-au mai luat calea bugetului central, ci au rămas în mâinile autorităților locale și, mai ales, județene.
Este binecunoscut fenomenul corupției și acumulării de putere datorită procesului de redistribuire a resurselor de către reprezentanții statului, respectiv, relația taxe-cheltuieli bugetare, aceste persoane decid cine primește, ce sumă și când, situație ce duce la dependența celor ce primesc față de cei ce redistribuie (ex. birocrați, politicieni), cu cât bugetele sunt mai mari cu atât puterea crește, la fel potențialul de furt/corupție, de aici și expresia: „puterea tinde să corupă, puterea absolută corupe absolut”.
Chiar dacă consiliile județene nu au bugete precum cel de la nivel național ele redistribuie sume importante, spre exemplu, veniturile propii ale CSJ Constanța pe 2017 au fost de 169 milioane lei iar bugetul total de cheltuieli ale unui județ, exemplu CSJ Iași, ajunge la 482 milioane RON (2017).
În România 77% din primării nu reușesc să-și acopere cheltuielile administrative cu banii încasați din venituri (taxe) proprii, astfel apelează la alte surse, precum consiliile județene, unde președinții de CJ nu sunt aleși direct de cetățeni. 
La nivel național numai 711 unități administrativ teritoriale din cele peste 3.200 sunt independente financiar, celelalte sunt dependente de un „baron” (local sau național), ce nu este votat de alegători și redistribuie din taxele cetățenilor către cei ce sunt sau se supun influenței sale.
Șefii de consilii județene (CJ) au început să redistribuie discreționar aceste resurse către localitățile din subordine, cumpărând astfel loialități politice. Emblema acestui mod de guvernare a fost președintele CJ Gorj, Nicolae Mischie, care a afirmat că soarta comunelor din județ stă în pixul lui.Așa s-a născut conceptul de baroni locali, ca exponenți ai puterii locale absolute și corupte. Alt exemplu de baron local din perioada Năstase este Teodor Nițulescu, un apropiat de-al premierului, care a condus județul Teleorman cu mână de fier din funcția de prefect, în tandem cu președintele CJ Liviu Dragnea.
În timp, noțiunea de "baron local" și-a extins semnificația, devenind un termen peiorativ pentru politicienii care abuzează de prerogativele funcției, fiind în general persoane fără prea multă educație, ce își doresc atenția publică și își afișează averea cu orice ocazie.